# 高柳長直
高柳 長直（たかやなぎ ながただ、1964年 - ）は、日本の人文地理学者、東京農業大学国際食料情報学部教授。「グローバル経済下における農産物産地・地域産業の発展」を研究テーマとしている。

## 経歴
静岡県三島市生まれ。
1987年に早稲田大学教育学部地理歴史専修を卒業し、1989年に東京学芸大学大学院教育学研究科社会科教育専攻（地理学講座）修了した。1990年、早稲田大学教育学部助手。1994年に東京農業大学農学部専任講師となった。その後、改組によって国際食料情報学部所属となり、助教授（のち准教授）、教授と昇任した。
2005年、「グローバル化によるフードシステムの空間構造変動に関する研究 : 野菜・果物を中心として」により、東京農業大学から博士（農業経済学）を取得した。

## おもな著書
- フードシステムの空間構造論、筑波書房、2006年
- （川久保篤志、中川秀一、宮地忠幸との共編著）グローバル化に対抗する農林水産業、農林統計出版、2010年
- （藤塚吉浩との共編）図説 日本の都市問題、古今書院、2017年